# Essaouira (provincie)
Essaouira is een provincie in de Marokkaanse regio Marrakech-Tensift-Al Haouz.
Essaouira telt 452.979 inwoners op een oppervlakte van 6335 km².

## Bestuurlijke indeling
De provincie is bestuurlijk als volgt ingedeeld:
| Name                    | Geografische code | Type                | Huishoudens | Inwoners (2004) | Buitenlanders | Marokkanen | Opmerkingen                                                                                    |
| ----------------------- | ----------------- | ------------------- | ----------- | --------------- | ------------- | ---------- | ---------------------------------------------------------------------------------------------- |
| Ait Daoud               | 211.01.01.        | Gemeente            | 499         | 2497            | 2             | 2495       |                                                                                                |
| El Hanchane             | 211.01.03.        | Gemeente            | 963         | 4698            | 2             | 4696       |                                                                                                |
| Essaouira               | 211.01.05.        | Gemeente            | 16129       | 69493           | 276           | 69217      |                                                                                                |
| Talmest                 | 211.01.07.        | Gemeente            | 891         | 4133            | 0             | 4133       |                                                                                                |
| Tamanar                 | 211.01.09.        | Gemeente            | 1935        | 9984            | 1             | 9983       |                                                                                                |
| Ait Said                | 211.03.01.        | Landelijke gemeente | 1342        | 7081            | 0             | 7081       |                                                                                                |
| Aquermoud               | 211.03.03.        | Landelijke gemeente | 2738        | 15037           | 1             | 15036      |                                                                                                |
| Had Dra                 | 211.03.05.        | Landelijke gemeente | 1802        | 8984            | 0             | 8984       |                                                                                                |
| Kechoula                | 211.03.07.        | Landelijke gemeente | 1112        | 6669            | 0             | 6669       |                                                                                                |
| Korimate                | 211.03.09.        | Landelijke gemeente | 1912        | 10842           | 0             | 10842      |                                                                                                |
| Lagdadra                | 211.03.11.        | Landelijke gemeente | 1263        | 6878            | 0             | 6878       |                                                                                                |
| Lahsinate               | 211.03.13.        | Landelijke gemeente | 1025        | 5324            | 0             | 5324       |                                                                                                |
| Mejji                   | 211.03.15.        | Landelijke gemeente | 1229        | 7029            | 0             | 7029       |                                                                                                |
| Meskala                 | 211.03.17.        | Landelijke gemeente | 817         | 4220            | 0             | 4220       |                                                                                                |
| Mouarid                 | 211.03.19.        | Landelijke gemeente | 1109        | 6273            | 0             | 6273       |                                                                                                |
| Moulay Bouzarqtoune     | 211.03.21.        | Landelijke gemeente | 1063        | 5969            | 5             | 5964       |                                                                                                |
| Mzilate                 | 211.03.23.        | Landelijke gemeente | 719         | 4583            | 0             | 4583       |                                                                                                |
| M'Khalif                | 211.03.25.        | Landelijke gemeente | 919         | 5463            | 0             | 5463       |                                                                                                |
| M'Ramer                 | 211.03.27.        | Landelijke gemeente | 1281        | 7782            | 0             | 7782       |                                                                                                |
| Oulad M'Rabet           | 211.03.29.        | Landelijke gemeente | 651         | 3878            | 0             | 3878       |                                                                                                |
| Ounagha                 | 211.03.31.        | Landelijke gemeente | 2367        | 12188           | 15            | 12173      | 912 inwoners wonen in het centrum, genaamd Ounagha; 11276 inwoners wonen op het platteland.    |
| Sidi Abdeljalil         | 211.03.33.        | Landelijke gemeente | 1293        | 6963            | 0             | 6963       |                                                                                                |
| Sidi Aissa Regragui     | 211.03.35.        | Landelijke gemeente | 1303        | 7635            | 0             | 7635       |                                                                                                |
| Sidi Ali El Korati      | 211.03.37.        | Landelijke gemeente | 1320        | 6623            | 0             | 6623       |                                                                                                |
| Sidi Boulaalam          | 211.03.39.        | Landelijke gemeente | 1310        | 7880            | 0             | 7880       |                                                                                                |
| Sidi Ishaq              | 211.03.41.        | Landelijke gemeente | 1588        | 9553            | 0             | 9553       |                                                                                                |
| Sidi Laaroussi          | 211.03.43.        | Landelijke gemeente | 2078        | 13203           | 0             | 13203      |                                                                                                |
| Sidi M'Hamed Ou Marzouq | 211.03.45.        | Landelijke gemeente | 882         | 6088            | 0             | 6088       |                                                                                                |
| Tafetachte              | 211.03.47.        | Landelijke gemeente | 1294        | 7110            | 7             | 7103       | 1174 inwoners wonen in het centrum, genaamd Tafetachte; 5936 inwoners wonen op het platteland. |
| Takate                  | 211.03.49.        | Landelijke gemeente | 2202        | 11479           | 0             | 11479      |                                                                                                |
| Zaouiat Ben Hmida       | 211.03.51.        | Landelijke gemeente | 1161        | 6432            | 0             | 6432       |                                                                                                |
| Adaghas                 | 211.05.01.        | Landelijke gemeente | 559         | 3321            | 0             | 3321       |                                                                                                |
| Aglif                   | 211.05.03.        | Landelijke gemeente | 1647        | 8934            | 0             | 8934       |                                                                                                |
| Aguerd                  | 211.05.05.        | Landelijke gemeente | 990         | 4917            | 5             | 4912       |                                                                                                |
| Ait Aissi Ihahane       | 211.05.07.        | Landelijke gemeente | 928         | 5437            | 0             | 5437       |                                                                                                |
| Assais                  | 211.05.09.        | Landelijke gemeente | 1321        | 7603            | 0             | 7603       |                                                                                                |
| Bizdad                  | 211.05.11.        | Landelijke gemeente | 1518        | 8605            | 0             | 8605       |                                                                                                |
| Bouzemmour              | 211.05.13.        | Landelijke gemeente | 1185        | 6627            | 0             | 6627       |                                                                                                |
| Ezzaouite               | 211.05.15.        | Landelijke gemeente | 1081        | 6557            | 0             | 6557       |                                                                                                |
| Ida Ou Aazza            | 211.05.17.        | Landelijke gemeente | 1265        | 7369            | 0             | 7369       |                                                                                                |
| Ida Ou Guelloul         | 211.05.19.        | Landelijke gemeente | 1053        | 6650            | 1             | 6649       |                                                                                                |
| Ida Ou Kazzou           | 211.05.21.        | Landelijke gemeente | 1067        | 6432            | 0             | 6432       |                                                                                                |
| Imgrade                 | 211.05.23.        | Landelijke gemeente | 1281        | 7148            | 0             | 7148       |                                                                                                |
| Imi N'Tlit              | 211.05.25.        | Landelijke gemeente | 1406        | 8215            | 2             | 8213       |                                                                                                |
| Sidi Ahmed Essayeh      | 211.05.27.        | Landelijke gemeente | 1110        | 6044            | 0             | 6044       |                                                                                                |
| Sidi El Jazouli         | 211.05.29.        | Landelijke gemeente | 1304        | 7360            | 0             | 7360       |                                                                                                |
| Sidi Ghaneme            | 211.05.31.        | Landelijke gemeente | 872         | 5102            | 0             | 5102       |                                                                                                |
| Sidi H'Mad Ou M'Barek   | 211.05.33.        | Landelijke gemeente | 1146        | 6183            | 0             | 6183       |                                                                                                |
| Sidi Hmad Ou Hamed      | 211.05.35.        | Landelijke gemeente | 854         | 4301            | 0             | 4301       |                                                                                                |
| Sidi Kaouki             | 211.05.37.        | Landelijke gemeente | 902         | 4335            | 8             | 4327       |                                                                                                |
| Smimou                  | 211.05.39.        | Landelijke gemeente | 1380        | 7090            | 1             | 7089       | 2675 inwoners woonde in het centrum, genaamd Smimou; 4415 inwoners woonde op het platteland.   |
| Tafedna                 | 211.05.41.        | Landelijke gemeente | 889         | 5234            | 0             | 5234       |                                                                                                |
| Tahelouante             | 211.05.43.        | Landelijke gemeente | 778         | 4552            | 0             | 4552       |                                                                                                |
| Takoucht                | 211.05.45.        | Landelijke gemeente | 924         | 5135            | 0             | 5135       |                                                                                                |
| Targante                | 211.05.47.        | Landelijke gemeente | 1340        | 7870            | 0             | 7870       |                                                                                                |
| Tidzi                   | 211.05.49.        | Landelijke gemeente | 866         | 4769            | 2             | 4767       |                                                                                                |
| Timizguida Ouftas       | 211.05.51.        | Landelijke gemeente | 887         | 5218            | 0             | 5218       |                                                                                                |

Ben Slimane · Khouribga · Settat · El Jadida · Safi · Boulmane · Fez · Moulay Yacoub · Sefrou · Kénitra · Sidi Kacem · Casablanca · Médiouna · Mohammedia · Nouaceur · Assa-Zag · Guelmim · Tan-Tan · Tata · Boujdour · Es-Semara · Lâayoune · Al Haouz · Chichaoua · Essaouira · Kelâat Es-Sraghna · Marrakech · Al Ismaïlia · El Hajeb · Errachidia · Ifrane · Khénifra · Meknès · Berkane · Figuig · Jerada · Driouch · Nador · Oujda-Angad · Taourirt · Aousserd · Oued ed Dahab · Khémisset · Rabat · Salé · Skhirat-Témara · Agadir-Ida-Ou-Tanane · Inezgane-Aït Melloul · Chtouka-Aït Baha · Ouarzazate · Taroudant · Tiznit · Zagora · Azilal · Béni-Mellal · Chefchaouen · Fahs-Bni Mkada · Larache · Tanger-Asilah · Tétouan · Al Hoceima · Taounate · Taza